# Epsilon-Mechanismus
Der Epsilon-Mechanismus ist ein astrophysikalischer Prozess, der zu Schwingungen in Sternen führt.
Der Mechanismus wird dadurch verursacht, dass die Energiefreisetzung ε (epsilon) durch thermonukleare Reaktionen im Kern eines Sterns (oder in einer Schale darum herum) vom Druck und von der Temperatur (sowie von der chemischen Zusammensetzung) abhängt.

## Vermutetes Vorkommen
Vermutet werden Pulsationen aufgrund des Epsilon-Mechanismus bei:
- Blauen Unterzwergen[2]
- Alpha-Cygni-Sternen[3]
- einigen Roten Zwergen[4]
- Leuchtkräftigen Blauen Veränderlichen als instabile Schwingungen, die zu den Eruptionen führen können.[5]

## Grundlagen
Im Allgemeinen herrscht in einem Stern ein hydrostatisches Gleichgewicht zwischen der Gravitation, welche den Stern zu kontrahieren versucht, sowie dem Gasdruck und dem Strahlungsdruck, der durch die Kernfusion im Inneren entsteht. Abweichungen von diesem Gleichgewicht können dazu führen, dass der Stern pulsiert.

## Beschreibung
Der Epsilon-Mechanismus arbeitet wie folgt:
- Das Material in derjenigen Zone des Sterns, in welcher die Kernfusion abläuft, erhitzt sich oder erhöht seine Dichte.
- Dies erhöht die Kernfusionsrate, wodurch Druck und Temperatur weiter ansteigen.
- Der Radius des Sterns entspricht inzwischen nicht mehr dem neuen Gleichgewichtszustand: der Druck übersteigt die Kräfte, die durch die Gravitation auf die Schicht des Sterns wirken, es kommt zu einer Expansion.
- Aufgrund der Massenträgheit dehnt sich die Zone über den Gleichgewichtspunkt hinaus aus.
- Aufgrund der Expansion kommt es zu einer Abkühlung der Zone und einer Abnahme der Dichte.
- Die Gravitationskräfte übersteigen den Druck, der Stern komprimiert, abermals über das angestrebte Gleichgewicht hinaus.
- Nach dem Überschreiten des Kräftegleichgewichts steigen Dichte und Temperatur in der Kernfusionszone wieder an, der Zyklus beginnt von vorne. Es entsteht eine Oszillation, der Stern pulsiert.[6]

Im Prinzip funktioniert der Epsilon-Mechanismus wie ein selbstzündener Dieselmotor.

## Bisher fehlender Nachweis
Im Gegensatz zum Kappa-Mechanismus, bei dem ein Stern aufgrund temperaturabhängiger Opazitätsänderungen pulsiert, ist der Epsilon-Mechanismus noch nicht zweifelsfrei nachgewiesen worden. Dies liegt daran, dass die Energieerzeugung tief im Inneren des Sterns stattfindet und die vom Epsilon-Mechanismus hervorgerufenen Oszillationen durch die darüberliegenden Schichten gedämpft werden.